# Samantha McGlone
Samantha McGlone (* 19. Juli 1979 in St. Catharines) ist eine ehemalige kanadische Triathletin. Sie ist Olympionikin (2004), gewann 2006 die Ironman 70.3 World Championships und 2009 den Ironman Arizona.

## Werdegang
Als Jugendliche startete Samantha McGlone für das kanadische Nationalteam im Rudern und nahm 1997 erstmals an einem Triathlon teil.

### Olympische Sommerspiele 2004
2004 startete sie für Kanada bei den Olympischen Spielen in Athen, wo sie den 27. Rang belegte.
Im Jahr 2006 gewann sie die Ironman-70.3 World Championships.

### 2. Rang Ironman Hawaii 2007
Im Folgejahr kam sie nur vier Wochen, nachdem sie bei den Ironman World Championships auf Hawaii nur sechs Minuten hinter der Britin Chrissie Wellington Zweite wurde, auch bei den Ironman 70.3 World Championships auf den zweiten Platz.
Beim Ironman Hawaii 2008 musste sie ihren Start verletzungsbedingt kurzfristig absagen.
Im November 2009 gewann sie den Ironman Arizona mit neuem Streckenrekord. Im gleichen Jahr wurde sie Fünfte im Ironman Hawaii.
Anschließend gab McGlone, die zuvor seit 1999 von Cliff English trainiert worden war, bekannt, dass ihr neuer Trainer ab jetzt Matt Dixon, der außer ihr auch Chris Lieto, Luke Bell, Meredith Kessler, Linsey Corbin, James Cotter und Rachel Joyce betreute, sei.
Nachdem sie einige Jahre mit Verletzungen zu kämpfen hatte, nahm sie 2012 ein Studium am College of Medicine der University of Arizona auf und erklärte im Januar 2013 ihre Profi-Karriere als beendet.

## Auszeichnungen
- Das amerikanische Triathlete Magazine ernannte sie 2007 zur „US Triathlete of the Year“.

## Sportliche Erfolge
| Datum/Jahr    | Rang | Wettbewerb                                    | Austragungsort       | Zeit     | Bemerkung                                                                |
| ------------- | ---- | --------------------------------------------- | -------------------- | -------- | ------------------------------------------------------------------------ |
| 22. Juli 2012 | 10   | Ironman 70.3 Antwerpen                        | Antwerpen            | 04:37:44 |                                                                          |
| 8. Juli 2012  | 6    | Ironman 70.3 Norway                           | Haugesund            | 04:44:06 |                                                                          |
| 24. Juni 2012 | 29   | Ironman 70.3 Syracuse                         | Syracuse             | 05:07:14 |                                                                          |
| 9. Juni 2012  | 12   | Ironman 70.3 Boise                            | Boise                | 02:42:38 |                                                                          |
| 5. Mai 2012   | 27   | Wildflower Triathlon                          | Lake San Antonio     | 05:15:07 |                                                                          |
| 19. Sep. 2010 | 1    | Ironman 70.3 Syracuse                         | Syracuse             |          |                                                                          |
| 13. Juni 2010 | 2    | Eagleman Ironman 70.3                         | Cambridge (Maryland) | 04:25:22 |                                                                          |
| 6. Juni 2010  | 3    | Ironman 70.3 Mooseman                         | Newfound             | 04:34:55 | hinter der Siegerin Magali Tisseyre und der Australierin Kate Major      |
| 25. Apr. 2010 | 1    | Ironman 70.3 Texas                            | Galveston Island     | 04:17:22 | [ 5 ]                                                                    |
| 27. März 2010 | 3    | Ironman 70.3 California                       | Oceanside            | 04:26:43 |                                                                          |
| 13. Juni 2009 | 3    | Ironman 70.3 Boise                            | Boise                | 04:25:10 | [ 6 ]                                                                    |
| 29. Mai 2009  | 2    | Ironman 70.3 Hawaii                           | Hawaii               | 04:38:02 | zweiter Rang hinter Belinda Granger                                      |
| Mai 2008      | 1    | Wildflower Triathlon                          | Lake San Antonio     | 04:31:36 |                                                                          |
| 2008          | 1    | Ironman 70.3 Hawaii                           | Hawaii               | 04:30:38 | Sieg an der Kohala Coast vor Tyler Stewart und Kate Bevilaqua            |
| 2008          | 1    | Ironman 70.3 Kansas                           | Lawrence             | 04:19:04 |                                                                          |
| 10. Nov. 2007 | 2    | Ironman 70.3 World Championship               | Clearwater           | 04:11:29 |                                                                          |
| Juli 2007     | 1    | Vineman Ironman 70.3                          | Sonoma County        |          |                                                                          |
| 2007          | 1    | 5430 Long Course Triathlon                    | Boulder              |          | Sieg vor Joanna Zeiger                                                   |
| 2007          | 1    | Ironman 70.3 Hawaii                           | Hawaii               |          |                                                                          |
| 11. Nov. 2006 | 1    | Ironman 70.3 World Championship               | Clearwater           | 04:12:58 | Siegerin beim Finale, der „Foster Grant Ironman 70.3 World Championship“ |
| 3. Sep. 2006  | 39   | ITU Triathlon World Championship              | Lausanne             | 02:11:43 |                                                                          |
| 2006          | 1    | Laguna Phuket Triathlon                       | Phuket               | 02:48:34 |                                                                          |
| 2006          | 1    | Ironman 70.3 Florida                          | Orlando              | 04:19:57 | Sieg mit neuem Streckenrekord                                            |
| 5. Mai 2006   | 1    | Wildflower Triathlon                          | Lake San Antonio     |          | neuer Streckenrekord                                                     |
| 12. Juni 2005 | 3    | Escape from Alcatraz Triathlon                | San Francisco        | 02:02:53 | hinter dem Sieger Andy Potts                                             |
| 1. Mai 2005   | 1    | Wildflower Triathlon                          | Lake San Antonio     |          |                                                                          |
| 2005          | 1    | Laguna Phuket Triathlon                       | Phuket               | 02:44:16 |                                                                          |
| 25. Aug. 2004 | 27   | Olympische Sommerspiele                       | Athen                | 02:10:14 |                                                                          |
| 9. Nov. 2002  | 14   | ITU Triathlon World Championships U23         | Cancún               | 02:08:25 |                                                                          |
| 22. Juli 2001 | 38   | ITU Triathlon World Championships             | Edmonton             | 02:08:13 |                                                                          |
| 30. Aug. 1998 | 37   | ITU Triathlon World Championship Junior Women | Lausanne             | 02:34:23 | Junioren-Weltmeisterschaft                                               |

| Datum/Jahr    | Rang | Wettbewerb      | Austragungsort | Zeit     | Bemerkung |
| ------------- | ---- | --------------- | -------------- | -------- | --- |
| 9. Okt. 2010  | 16   | Ironman Hawaii  | Hawaii         | 09:38:45 | bei der Ironman World Championship                                                                                        |
| 22. Nov. 2009 | 1    | Ironman Arizona | Tempe          | 09:09:19 | Sieg mit neuem Streckenrekord                                                                                             |
| 10. Okt. 2009 | 5    | Ironman Hawaii  | Hawaii         | 09:30:28 | |
| 26. Juli 2009 | 3    | Ironman USA     | Lake Placid    | 09:44:24 | Mit dem dritten Rang qualifiziert sie sich für einen Startplatz bei der Ironman World Championship im Oktober auf Hawaii. |
| 13. Okt. 2007 | 2    | Ironman Hawaii  | Hawaii         | 09:14:04 | hinter Chrissie Wellington                                                                                                |